# 埃塔勒 (阿登省)
埃塔勒（法語：Étalle，法語發音：[etal]）是法国大东部大区阿登省的一个市镇，位于该省北部，属于沙勒维尔-梅济耶尔区。

## 地理
埃塔勒（49°50'51"N, 4°26'37"E）面积4.44 平方千米，位于法国大東部大區阿登省，该省份为法国北部内陆省份，西接埃纳省，南至马恩省，东临默兹省，北与比利时接壤。
与埃塔勒接壤的市镇（或旧市镇、城区）包括：布隆拜、希利、马尔比、莫贝尔方丹、塞维尼拉福雷。

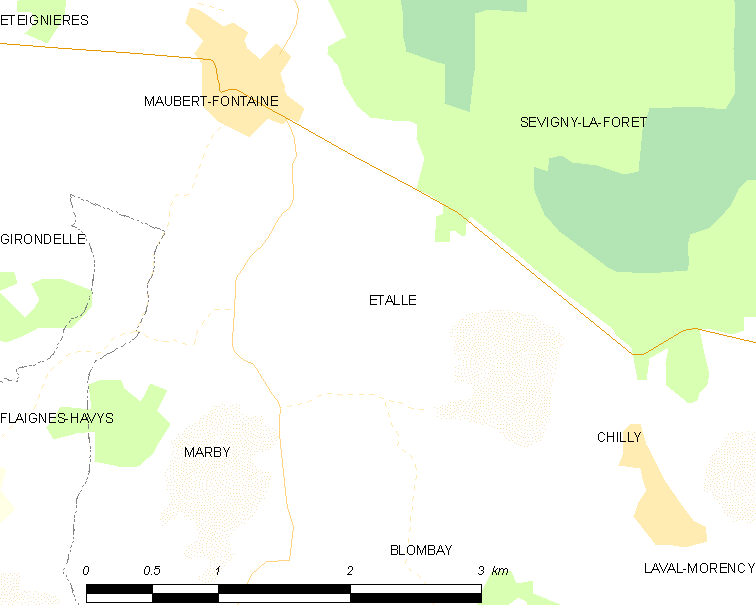
的OSM定位图

埃塔勒的时区为UTC+01:00、UTC+02:00（夏令时）。

## 行政
埃塔勒的邮政编码为08260，INSEE市镇编码为08155。

## 政治
埃塔勒所属的省级选区为罗克鲁瓦县。

## 人口

1962-2008年间人口变化图示

埃塔勒于2022年1月1日时的人口数量为96人。